# Pljos (stad)
Pljos (Russisch: Плёс) is een stad in de Russische oblast Ivanovo. De stad ligt aan de rechteroever van de Wolga op ongeveer 70 kilometer ten noordoosten van Ivanovo.

## Geschiedenis
Pljos werd gesticht door Vasili I in 1410 als een snel opgetrokken wachtpost, toen Vasili I achtervolgd werd door de Wolga-Tataren. In 1778 kreeg de stad tijdelijk stadsrechten en in 1812 speelde Pljos nog een rol bij het vormen van de burgerstrijdkrachten van Kostroma.
In de jaren 70 van de 19e eeuw waren er plannen om een treinverbinding tot aan de haven van Pljos aan te leggen. Maar uiteindelijk werd toch besloten deze spoorlijn naar Kinesjma te laten afbuigen. Door het ontbreken van goede verbindingsroutes met de stad, verviel Pljos vanaf 1871 geleidelijk tot een klein plattelandsdorp.
De stad heeft zich de afgelopen jaren ontwikkeld tot een plaats van vermaak, hierdoor zijn er veel datsja's gebouwd, waar de Russen de zomer in doorbrengen.

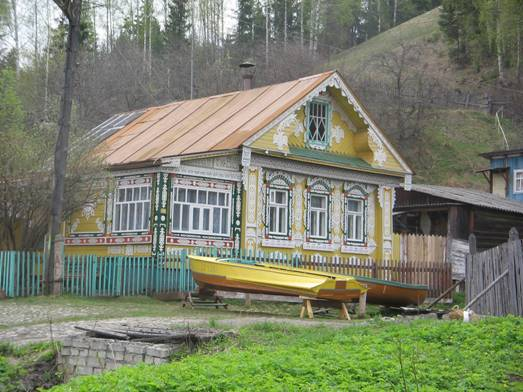
Bijzonder huis in Pljos

Aleksandrov · Bogoljoebovo · Gorochovets · Goes-Chroestalny · Ivanovo · Jaroslavl · Joerjev-Polski · Kaljazin · Kideksja · Kostroma · Moerom · Moskou · Oeglitsj · Palech · Pereslavl-Zalesski · Pljos · Rostov · Rybinsk · Sergiev Posad · Soezdal · Toetajev · Vladimir